# رينولد كوينلان
رينولد كوينلان (بالإنجليزية: Renold Quinlan)‏ مواليد 7 يوليو 1989 في سيدني، هو ملاكم محترف أسترالي يصنف ضمن فئة الوزن المتوسط.

## المسيرة الاحترافية
من نزالاته:
- انتصر على دانيال جيل بالضربة القاضية (14-10-2016).

## إحصائيات
خاض خلال مسيرته 12 نزالا، فاز في 11 ولم يتعادل وخسر في 1. فاز بالضربة القاضية في 7 نزالات.

## روابط خارجية
- رينولد كوينلان على موقع بوكس ريك (الإنجليزية) (registration required)